# جیل اسکات (بازیکن فوتبال)
جیل اسکات (انگلیسی: Jill Scott (footballer)؛ زادهٔ ۲ فوریهٔ ۱۹۸۷ بازیکن سابق فوتبال اهل بریتانیا است.